# Wiktor Bykow
Wiktor Nikołajewicz Bykow (ros. Виктор Николаевич Быков, ur. 19 lutego 1945 w Symferopolu) – radziecki kolarz torowy, pięciokrotny medalista mistrzostw świata.

## Kariera
Pierwszy sukces w karierze Wiktor Bykow osiągnął w 1966 roku, kiedy wspólnie ze Stanisławem Moskwinem, Michaiłem Koluszewem i Leonidem Wukołowem zdobył brązowy medal w drużynowym wyścigu na dochodzenie na mistrzostwach świata we Frankfurcie. Już rok później, podczas mistrzostw świata w Amsterdamie razem z Moskwinem, Koluszewem i Dzintarsem Lācisem zdobył drużynowo złoty medal. Na rozgrywanych rok później igrzyskach olimpijskich w Meksyku radzieccy kolarze w tej samej konkurencji zakończyli rywalizację na czwartej pozycji, przegrywając walkę o brąz z Włochami. Na mistrzostwach w Antwerpii w 1969 roku razem z Siergiejem Kuskowem, Stanisławem Moskwinem i Władimirem Kuzniecowem ponownie sięgnął po złoto w drużynie, a podczas mistrzostw świata w Leicesterze w 1970 roku Moskwin, Kuzniecow, Bykow i Władimir Siemieniec zajęli trzecie miejsce. Na mistrzostwach w Leicester Bykow zdobył także brązowy medal w rywalizacji indywidualnej amatorów, ulegając jedynie Xaverowi Kurmannowi ze Szwajcarii i Brytyjczykowi Ianowi Hallamowi. Wystartował tajże na igrzyskach olimpijskich w Monachium w 1972 roku, gdzie radziecka drużyna zajęła piąte miejsce.